# Associazione Milanese del Calcio
Associazione Milanese del Calcio – włoski klub piłkarski, mający swoją siedzibę w mieście Mediolan, na północy kraju.

## Historia
Chronologia nazw:
- 1913: Associazione Milanese del Calcio - po fuzji klubów Società Lambro, Vigor F.C. i Unitas Club
- 1915: klub rozwiązano

Piłkarski klub A.M.C. został założony w Mediolanie w 1913 roku w wyniku fuzji trzech miejscowych klubów Società Lambro (założony 1908), Vigor F.C. i Unitas Club (założony 1908). W sezonie 1912/13 zespół Lambro zajął trzecie miejsce w Promozione lombarda i awansował do Prima Categoria.  W sezonie 1913/14 połączony zespół startował w rozgrywkach najwyższej klasy, ale zajął ostatnie 10.miejsce w Sezione lombarda. W sezonie 1914/15 zajął czwarte miejsce w grupie D Prima Categoria. Z powodu rozpoczęcia I wojny światowej we Włoszech w 1915 roku klub zawiesił działalność, ale już nigdy nie został reaktywowany.

## Sukcesy

### Trofea międzynarodowe
Nie uczestniczył w rozgrywkach europejskich (stan na 31-12-2016).

### Trofea krajowe
| \| \| Zdobyte trofea w rozgrywkach Włoch (stan na: 31-05-2017) \| |                                                          |      |                   |
| Rozgrywki                                                         | Osiągnięcie                                              | Razy | Sezon(y)          |
| · Mistrzostwo                                                     | I miejsce                                                | 0    |                   |
| · Mistrzostwo                                                     | II miejsce                                               | 0    |                   |
| · Mistrzostwo                                                     | III miejsce                                              | 0    |                   |
| · Mistrzostwo                                                     | 4.miejsce                                                | 1    | 1914/15 (grupa D) |
| · Puchar                                                          | zdobywca                                                 | 0    |                   |
| · Puchar                                                          | finalista                                                | 0    |                   |
| II liga                                                           | I miejsce                                                | 0    |                   |
| II liga                                                           | II miejsce                                               | 0    |                   |
| II liga                                                           | III miejsce                                              | 0    |                   |
| Włochy                                                            | Zdobyte trofea w rozgrywkach Włoch (stan na: 31-05-2017) |      |                   |

## Stadion
Klub rozgrywał swoje mecze domowe na stadionie przy Via Monterosa w Mediolanie.